# Guarnizione

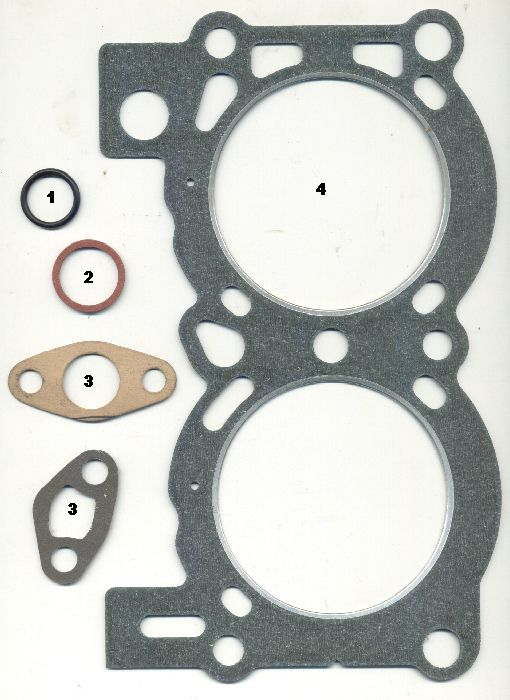
Vari tipi di guarnizione di un motore

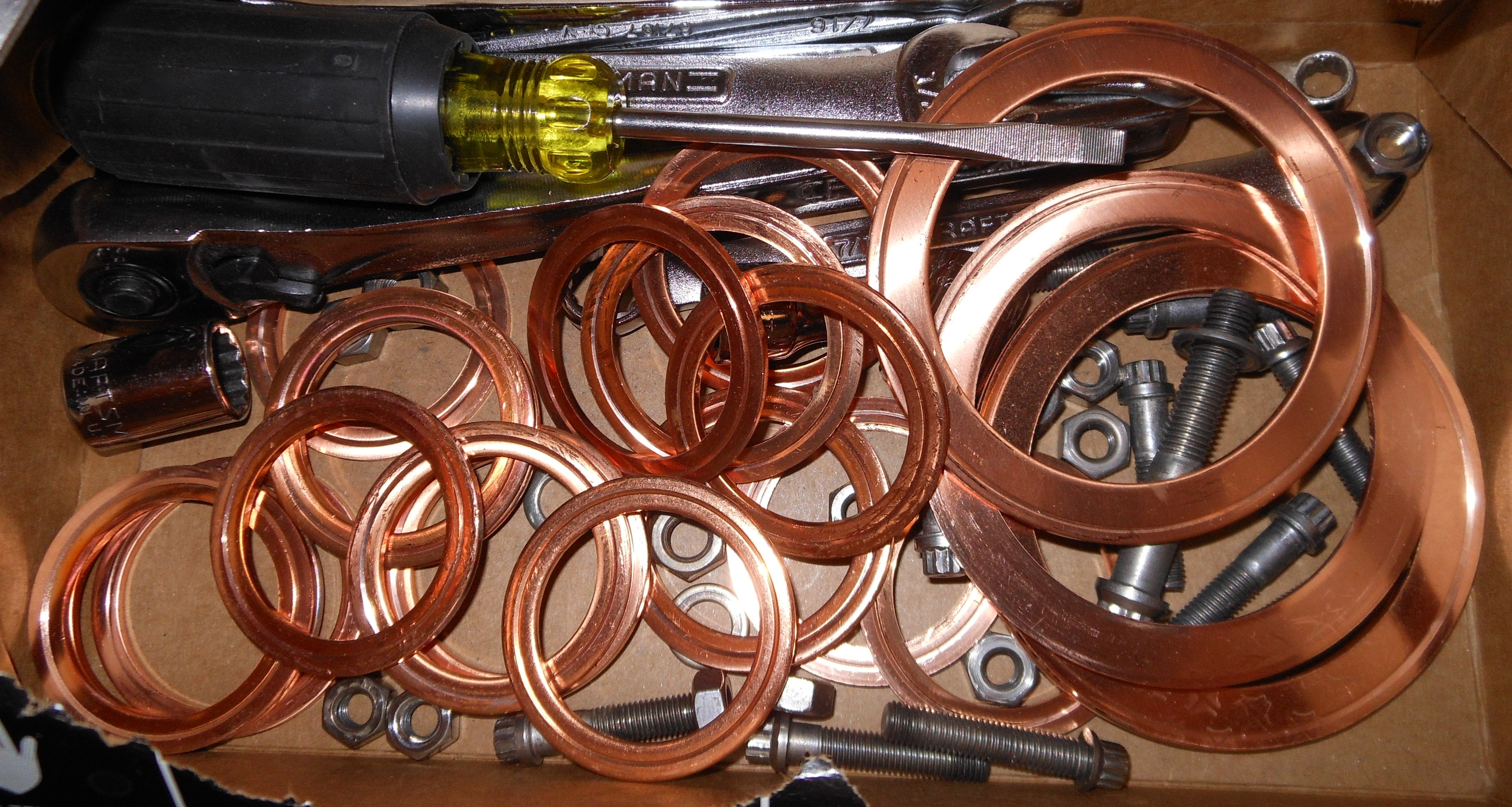
Guarnizioni in rame per sistemi a ultra alto vuoto.

Una guarnizione è un elemento che viene interposto tra due superfici per evitare il passaggio di un fluido (ad esempio: liquido, gas, vapore, ecc.) o di una miscela fluida (ad esempio: schiume, emulsioni, slurry, fumi, aerosol, ecc.) tra di esse.

## Uso e materiali
In meccanica sono numerose le applicazioni che richiedono il contenimento di un fluido.

In linea teorica, per realizzare questo obbiettivo è sufficiente realizzare ed accoppiare superfici tanto perfette da non permettere il passaggio del fluido stesso.

Nella pratica questa soluzione, anche se non impossibile, (vedi tenute meccaniche) è difficile e costosa e pone seri vincoli al progettista che, nella maggioranza dei casi, preferisce interporre tra le superfici un elemento in un materiale relativamente morbido che può essere compresso fino ad adattarsi alle irregolarità superficiali impedendo il passaggio del fluido da contenere.

Una guarnizione è classificata per impiego "statico" o "dinamico" a seconda che le superfici tra le quali viene interposta siano ferme oppure in moto relativo.

### Scelta del materiale
Il materiale scelto per realizzare la guarnizione deve soddisfare alcune indispensabili caratteristiche:
- deve essere sufficientemente morbido per adattarsi alle superfici;
- non deve essere aggredito chimicamente dal fluido da contenere;
- non deve aggredire le superfici con cui è in contatto;
- deve resistere alla temperatura di esercizio, alta o bassa che sia;
- deve resistere senza deformarsi alla pressione del fluido da contenere;
- se utilizzato in tenute dinamiche, deve produrre poco attrito ed usurarsi il meno possibile.

| Materiali | Applicazioni tipiche |
| --- | --- |
| fogli per guarnizioni piane - PTFE - fibre legate con resine - fibre legate con gomma - cloroprene - etilen-propilene - fluorurata - nitrilica - silicone | Tenute statiche frontali per testate motore, pompe, carter, flange. |
| elastomeri - Cloroprene - Etilen-propilene - Fluorurata - Nitrile - Nitrile idrogenato - Poliuretano - Silicone                                           | Anelli O-ring per uso statico e dinamico Guarnizioni a labbro per uso dinamico Anelli di tenuta per alberi rotanti |
| materie plastiche - PTFE - PTFE caricato - poliolefine | Tenute statiche frontali fustellate da lastra od ottenute da profili estrusi. Nastro per tenuta filetti. Guarnizioni composite energizzate da O-Ring per scorrimento assiale. Guarnizioni a labbro energizzate da molla inox per tenuta assiale statica e dinamica. Guarnizioni a labbro energizzate da molla inox per tenuta frontale statica e dinamica. Guarnizioni energizzate da molla inox per applicazioni rotanti. Tenute rotanti in PTFE caricato |
| metalli - Acciaio inox - Alluminio - Argento - Rame - Oro - Titanio                                                                                       | Guarnizioni soggette a deformazione elastica (acciaio inox e titanio) Guarnizioni soggette a deformazione plastica permanente. |
| prodotti naturali - amianto - canapa - carta - cuoio - feltro - sughero                                                                                   | Questi materiali hanno avuto un ruolo determinante nello sviluppo della tecnologia e sono ancora utilizzati, benché lo sviluppo dei materiali sintetici e la richiesta di prestazioni sempre crescenti ne riducano giorno dopo giorno il campo di applicazione. L'impiego dell'amianto è stato bandito per la sua nota tossicità. |

### Guarnizioni statiche frontali
Le guarnizioni servono per accoppiare pezzi meccanici che non combaciano perfettamente.
La guarnizione può:
- compensare le irregolarità della zona di appoggio dovute al processo produttivo
- compensare difetti di planarità su superfici estese
- evitare che ci sia una riduzione della tenuta nel tempo
- ampliare la superficie di contatto tra i due elementi

Se la guarnizione è sufficientemente comprimibile, o se è possibile regolarne lo spessore, può fornire uno spazio di taratura della distanza di fissaggio dei due elementi. Questo è molto importante per i motori endotermici alternati, dando la possibilità di regolare con precisione l'accoppiamento ad esempio di cilindro/basamento o testata/cilindro.

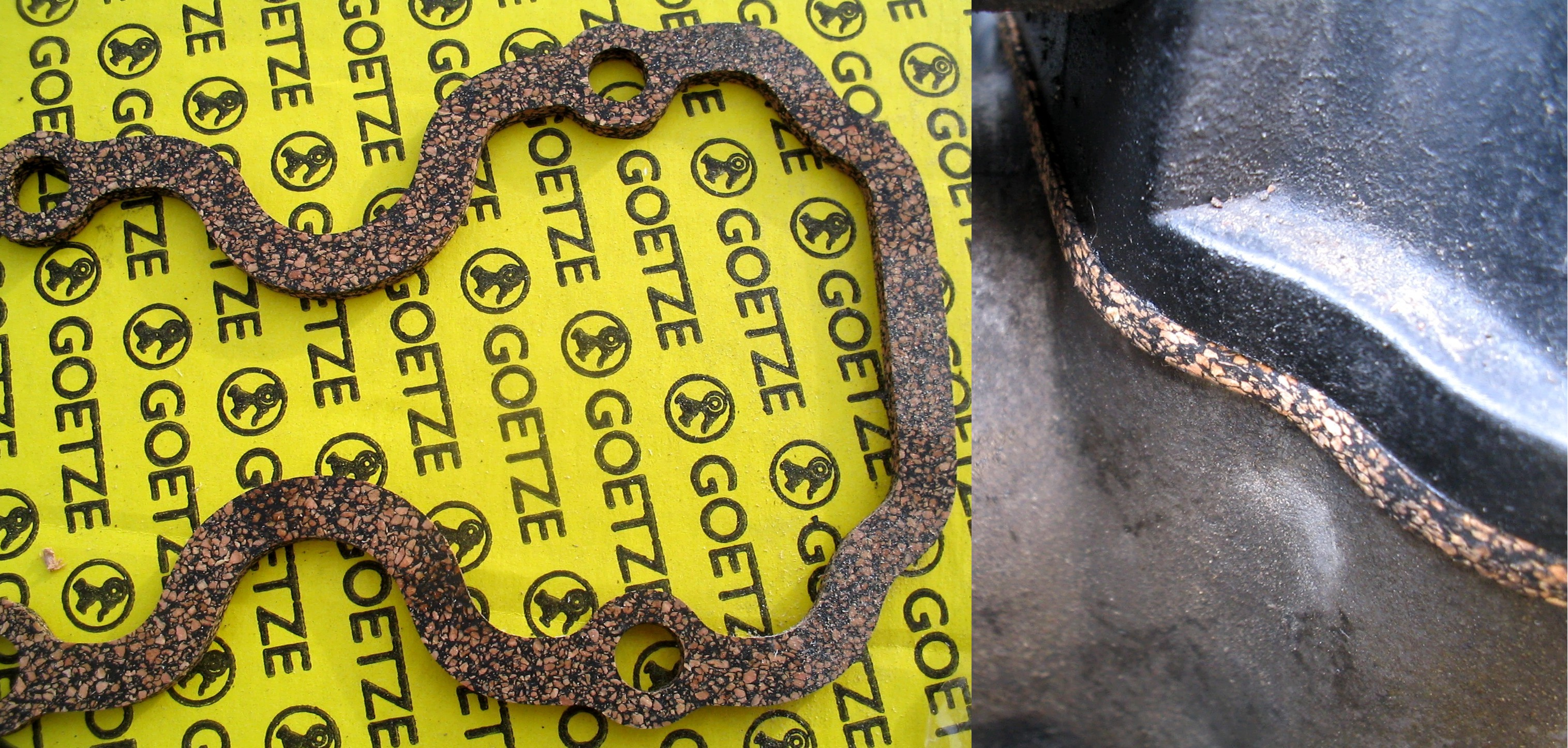
Guarnizione in sughero, a sinistra smontata a destra montata

Sono solitamente prodotte a partire dal taglio di fogli di materiale come:
- Carta
- Gomma
- Silicone
- Sughero
- Metallo
- Feltro
- Neoprene
- Fibra di vetro
- Plastica contenente fibre di asbesto.

Per garantire l'ermeticità di giunti e raccordi filettati, come nelle condutture idrauliche, si usano prevalentemente due materiali:
- il Teflon, in forma di nastro
- la fibra di canapa, (anche detta stoppa) in abbinamento ad una pasta lubrificante (pasta verde) a base di grafite

#### Guarnizione della testata
La guarnizione della testata è una delle guarnizioni sottoposte a maggiori carichi e stress, che a seconda del motore deve garantita la tenuta da uno fino a tre elementi.

Nei motori monocilindrici 2 tempi la guarnizione può essere caratterizzata anche da semplici anelli in elastomeri fluorurati, ed eventualmente la tenuta può essere garantita anche dai piani delle superfici metalliche, che possono essere leggermente inclinati e garantire una tenuta grazie alla pressione generata tra le superfici metalliche. Sempre per questi motori e per alcuni monocilindrici 4 tempi le guarnizioni possono essere di carta o metalliche mono-strato con o senza bordi in elastomeri fluorurati.

Per i motori pluricilindrici servono delle guarnizioni in materiale morbido con anelli metallici, con o senza anelli e bordi in elastomeri fluorurati fino alle più recenti MLS (acciaio multistrato) completamente metalliche caratterizzate da 2 a 5 strati.
Problemi e danni
Le guarnizioni della testata per il fatto che nel peggiore dai casi, oltre a trattenere i gas e le pressioni generate durante il funzionamento del motore, devono evitare la dispersione dell'olio motore e del liquido refrigerante, possono subire diversi danni, con combinazioni ed effetti differenti in base al tipo di perdita, che può essere:
- Perdita del gas di combustione, queste perdite lasciano delle tracce nere, nei casi più gravi possono portare alla distruzione della porzione coinvolta nella perdita
  - Tra cilindri
  - Nel circuito dell'acqua, a motore in funzione si verifica il rigonfiamento dei tubi di raffreddamento, la presenza di bolle nella vaschetta d'espansione (in relazione alla perdita), la possibile rottura per esplosione di raccordi, vaschette e radiatori, mentre a motore spento può verificarsi il trafilamento di acqua nel cilindro
  - Nel circuito dell'olio, a motore in funzione e tappo dell'olio aperto si verifica un importante fuoriuscita di vapore.
  - All'esterno
- Perdite d'olio, raramente si trovano indicazioni concrete relative a perdite di oli, se non per un certo rigonfiamento della guarnizione e oleosità
  - Nel circuito dell'acqua, la perdita avviene dal circuito di mandata che è ad alta pressione e portata, si noterà la presenza di olio nel circuito di raffreddamento, a motore freddo può trafilare dell'acqua nel circuito di lubrificazione
  - All'esterno
- Perdite d'acqua, possono generare tracce di ruggine e antigelo sulla superficie della guarnizione con depositi bianchi simili a calcare
  - Nel circuito dell'olio, il trafilamento avviene nella porzione di ritorno dell'olio e che si trova a pressioni ambiente o poco superiore, si verifica la presenza di emulsione nell'olio, facilmente rinvenibile tramite la visione della faccia interna del tappo di carico dell'olio.
  - All'esterno

## Caratteristiche
Solitamente il materiale deve essere sufficientemente comprimibile durante l'assemblaggio delle parti, in modo che vada a riempire gli spazi per cui è stata prodotta, incluse le più lievi irregolarità. La loro principale caratteristica risiede nella capacità di sopportare grandi carichi di compressione, poiché nelle applicazioni industriali si possono raggiungere anche pressioni di 14 Mpa.